# Liste der Members des Order of Canada/Z
Diese Liste gibt einen Überblick aller Personen, denen die Auszeichnung Member of the Order of Canada verliehen wurde.

## Z
1. Modesto C. Zadra
2. Melvin N. Zajac
3. Peter E. Zakreski
4. George A. Zarb
5. Joseph Zatzman
6. Margaret Leona Zeidler
7. Joyce Zemans
8. Madeline Ziniak
9. Bernard Zinman (2011)
10. Donald J. P. Ziraldo
11. Stanley H. Zlotkin
12. Nicolas M. Zsolnay
13. Thomas George Zuber
14. Irving Zucker